# Karate-Europameisterschaften der Jugend, Junioren & U21 2024
Die 51. Karate-Europameisterschaften der European Karate Federation für die Jugend, Junioren und U21 wurden vom 9. bis 11. Februar 2024 im New Sports Palace in Tiflis (Georgien) ausgetragen. Insgesamt starteten 1151 Teilnehmer aus 49 Nationen.

## Medaillen Herren

### Jugend (Kadetten)
| Kategorie     | Gold            | Silber            | Bronze                                |
| ------------- | --------------- | ----------------- | ------------------------------------- |
| Kata          | Tarik Koc       | Thomas Klemz      | Matteo Freda Elisey Yagudin Gritsenko |
| Kumite -52 kg | Gigi Alania     | Makysm Viechkanov | Vusak Ganbarov Youssef Abdelkamalki   |
| Kumite -57 kg | Serhii Stankov  | Leo Lambert       | Tolosa Unai Chica Ravan Abasov        |
| Kumite -63 kg | Vuk Vucinic     | Rayan Zoueini     | Aladdin Malikov Filip Todorovic       |
| Kumite -70 kg | Ali Arnautovic  | Hela Kiriae       | Anes Arifaj Almerico Tommasino        |
| Kumite +70 kg | Lenny Malcoiffe | Yahangir Gayibov  | Artem Tarasenko Efe Sagdic            |

### Junioren
| Kategorie     | Gold             | Silber                 | Bronze                              |
| ------------- | ---------------- | ---------------------- | ----------------------------------- |
| Kata          | Jonas Abu Wahib  | Muhammes Efe Yurtseven | Jakub Zlabek João Vieira            |
| Kumite -55 kg | Farid Hajizada   | Muhammet Safa Yilmaz   | Amin Abdelmalki Florian Obitz       |
| Kumite -61 kg | Aslan Dostuyev   | Nazarii Prannychuk     | Fabrizio Giordano Balsa Vojinovic   |
| Kumite -68 kg | Uta Poniava      | Mustafa Islam Ogragli  | Andreqas Bitsoris Raffaele Astarita |
| Kumite -76 kg | Gennaro Ingenito | Sven Strahija          | Bor Zibret Suleyman Aydemir         |
| Kumite +76 kg | Adam Tadjer      | Artem Aleksieienko     | Jose Cassama Pawel Kiryluk          |

### Kata-Team
| Kategorie         | Gold                                                                       | Silber                                                                                     | Bronze |
| ----------------- | -------------------------------------------------------------------------- | ------------------------------------------------------------------------------------------ | --- |
| Kadetten/Junioren | Italien Luigi Di Rubba Leonardo Bombardi Giuseppe Rosiello Francesco Sergi | Spanien Mateo Cabello Crozet Alejandro Galan Lacon Izan Lopez Tomas Ivan Martin Montenegro | Türkei Mustafa Akgul Muammer Caglar Yusuf Eymen Yagcioglu Muhammed Efe Yurtseven Frankreich Tom Coutois Enzo Donghia Tom Peltier |

### U21
| Kategorie     | Gold                  | Silber             | Bronze                                        |
| ------------- | --------------------- | ------------------ | --------------------------------------------- |
| Kata          | Guido Polsinelli      | Aidan Randall Lück | Lucas Hoffmann Adam Bordos                    |
| Kumite -60 kg | Ahmed El Amine Hellal | Anass Abdelmalki   | Mert Halici Mads Christensen                  |
| Kumite -67 kg | Bekir Grabus          | Ika Sulamanidze    | Huseyn Mammadli Davyd Yanovskyi               |
| Kumite -75 kg | Heorhii Pitsul        | Omer Faruk Yurur   | Bernardo Pineu Lopes Fernandes Mario Iannuzzi |
| Kumite -84 kg | Gor Nersisyan         | Vitomir Trajkovski | Mihajlo Vasilic Mikita Sakhvon AIN            |
| Kumite +84 kg | Anes Bostandzic       | Osman Osmanli      | Matteo Avanzini Nikolai Sekot                 |

## Medaillen Damen

### Jugend (Kadetten)
| Kategorie     | Gold          | Silber        | Bronze                                |
| ------------- | ------------- | ------------- | ------------------------------------- |
| Kata          | Rita Marques  | Tamara Lehner | Simay Aydin Nieto Judith Anguera      |
| Kumite -47 kg | Beyza Akkaya  | Jana Vincic   | Konstantina Efstathiou Szofia Dalnoki |
| Kumite -54 kg | Bianca Capone | Ili Hellen    | Wiktoria Kraczaj Nehir Kilic          |
| Kumite -61 kg | Elize Bauld   | Natalia Balut | Mesude Yalin Alexandra Zeumerova      |
| Kumite +61 kg | Una Rakovic   | Dalia Dawoud  | Eva Livet Nicole Correddu             |

### Juniorinnen
| Kategorie     | Gold                | Silber                | Bronze                               |
| ------------- | ------------------- | --------------------- | ------------------------------------ |
| Kata          | Paola Lozano Garcia | Linh Mai Bui          | Miriam Ederar Shirley Jay            |
| Kumite -48 kg | Agnes Nyman         | Ludovica Legittimo    | Alyssia Voorduin Defne Eda Yildirim  |
| Kumite -53 kg | Buse Kilic          | Helena Backovic       | Sylia Abdesselem Alexandra Wolf      |
| Kumite -59 kg | Sydney Yvon         | Katarzyna Lewandowska | Yana Konnava AIN Karla Bohnhof       |
| Kumite -66 kg | Faith Porquet       | Ajla Sipovic          | Emma Lili Loyal Teodora Krstovic     |
| Kumite +66 kg | Jovana Damjanovic   | Amalie Hakova         | CSara Tomic Maria Gerogia Anastasiou |

### Kata-Team
| Kategorie            | Gold                                                         | Silber                                                                                           | Bronze |
| -------------------- | ------------------------------------------------------------ | ------------------------------------------------------------------------------------------------ | --- |
| Kadetten/Juniorinnen | Frankreich Mai Linh Bui Ninon Vaucelle Spelle Julia Vilanova | Spanien Julieta Alvarez Fotheringham Carla Bredoux Sanchez Cristina Rubio Perez Alba Ruiz Garcia | Italien Martina Padoan Miriam Ederar Aisa Gruppioni Roberta Dominici Türkei Tuana Aydin Turkan Feya Celik Zeynep Eroglu Elif Karaboga |

### U21
| Kategorie     | Gold                 | Silber             | Bronze                              |
| ------------- | -------------------- | ------------------ | ----------------------------------- |
| Kata          | Michaela Cukanova    | Chiara Manca       | Jessica Vlai Maisa Caridade         |
| Kumite -50 kg | Chloe Breuzard       | Zuzanna Bernaciak  | Ema Sgardelli Valeriia Sergaieva    |
| Kumite -55 kg | Kseniya Dronchanka   | Nina Kvasnicova    | Aysima Hatice Kurt Nejra Sipovic    |
| Kumite -61 kg | Emina Sipovic        | Hana Debeljak      | Nevena Filipov Ashley Kakiay        |
| Kumite -68 kg | Elina Sieliemienieva | Anna Pia Desiderio | Elisabeta Molnar Sudenur Aksoy      |
| Kumite +68 kg | Nikolina Golombos    | Zeyna Gaballa      | Dora Fleischer Maria Cristina Coman |

## Medaillenspiegel
Ausrichter 
| Platz | Land                           | Gold | Silber | Bronze | Gesamt |
| ----- | ------------------------------ | ---- | ------ | ------ | ------ |
| 1     | Frankreich                     | 7    | 3      | 4      | 14     |
| 2     | Italien                        | 4    | 2      | 9      | 15     |
| 3     | Bosnien und Herzegowina        | 4    | 1      | 1      | 6      |
| 4     | Türkei                         | 3    | 5      | 11     | 19     |
| 5     | Ukraine                        | 3    | 4      | 3      | 10     |
| 6     | Montenegro                     | 3    | 1      | 2      | 6      |
| 7     | Aserbaidschan                  | 2    | 2      | 4      | 8      |
| 8     | Georgien                       | 2    | 1      | 0      | 3      |
| 9     | Deutschland                    | 1    | 3      | 5      | 9      |
| 10    | Polen                          | 1    | 3      | 2      | 6      |
| 11    | Spanien                        | 1    | 2      | 3      | 6      |
| 12    | Kroatien                       | 1    | 1      | 2      | 4      |
| 13    | Slowakei                       | 1    | 1      | 1      | 3      |
| 14    | Portugal                       | 1    | 0      | 4      | 5      |
| 15    | Schweden                       | 1    | 0      | 0      | 1      |
|       | Schottland                     | 1    | 0      | 0      | 1      |
|       | Armenien                       | 1    | 0      | 0      | 1      |
| 18    | Belgien                        | 0    | 3      | 2      | 5      |
| 19    | Serbien                        | 0    | 1      | 3      | 4      |
| 20    | Slowenien                      | 0    | 1      | 2      | 3      |
| 21    | Tschechien                     | 0    | 1      | 1      | 2      |
| 22    | Österreich                     | 0    | 1      | 0      | 1      |
|       | Nordmazedonien                 | 0    | 1      | 0      | 1      |
| 24    | Ungarn                         | 0    | 0      | 4      | 4      |
| 25    | Griechenland                   | 0    | 0      | 2      | 2      |
|       | Individuelle Neutrale Athleten | 0    | 0      | 2      | 2      |
|       | Dänemark                       | 0    | 0      | 2      | 2      |
|       | Niederlande                    | 0    | 0      | 2      | 2      |
| 29    | Rumänien                       | 0    | 0      | 1      | 1      |
|       | Luxemburg                      | 0    | 0      | 1      | 1      |
|       | Zypern                         | 0    | 0      | 1      | 1      |
| Total | Total                          | 37   | 37     | 74     | 148    |